# Girard-Mond
Raymond Girard, dit Edmond-Emile Girard, et plus couramment appelé Girard-Mond, né le 4 août 1892 à Paris, où il est mort le 29 septembre 1980, est un peintre, graveur, dessinateur, lithographe et illustrateur français.
Durant toute sa vie, Girard-Mond n'a cessé de peintre la beauté des paysages français, à travers une palette vive et un regard sensible. Considéré, par le journaliste et critique, Maurice Delepine, comme un excellent artiste, comme « le peintre des sous-bois, chauds et colorés, des ciels lourds et gris dont il traduit la poésie, soit qu'ils dominent les pauvres maisons des pécheurs bretons, ou la prairie grasse de Janville, qu'ils accompagnent la Seine, dans Paris, la Somme, à Pérenne. »

## Biographie

### Enfance
Raymond, Emile Girard est né le 4 août 1892 dans le 5e arrondissement de Paris. Il est le fils de Louis Charles Girard, un marchand de timbres postes pour collections, puis imprimeur parisien et de Louise Marie Rouland, fille d'un marchand de vins  parisien.
Le couple quitte assez rapidement leur appartement du 28 rue Censier, pour un appartement du 102 rue Monge, dans un immeuble haussmannien, plus proche du Jardin des plantes.

### Guerre 14-18
Le 15 avril 1915, alors que Raymond, devenu dessinateur, vit toujours au domicile de ses parents, il est incorporé au 353e régiment d'infanterie. Il part alors au front le  18 mai. Un an plus tard, le 7 avril 1916, il disparaît à Haucourt (Meuse), il est dès lors fait prisonnier de guerre par les Allemands.
En attendant la fin de la guerre, Raymond vit dans un Mannschaftslager, un camp de base, composé de baraques en bois, larges de dix mètres et longues de cinquante, recouvertes à l’extérieur de goudron. Chacune de ces baraques loge environ 250 prisonniers. À l’intérieur, on y trouve un couloir central dessert et de chaque côté des couches faites de paille ou de sciure et empilées sur deux étages.
Malgré l'Armistice signé, Raymond Girard n'est rapatrié que le 15 décembre 1918. C’est le général Dupont qui est chargé de mener à bien le rapatriement des prisonniers français dont le nombre s’élève à 520 579. Ces derniers quittent l’Allemagne par leurs propres moyens, à pied, en charrette, en automobile ou en train. Raymond aura passé plus d'un et demi en prison. A son retour, on l'affecte au 153e régiment d'infanterie, puis au 101e régiment d'infanterie, il est finalement mis en congé après le Traité de Versailles, et passe alors le 8e échelon.

### Années 20-30, la Révélation
Après la guerre, Raymond Girard se marie avec Hélène Jeanne Lefebvre, une sténodactylographe, le 14 janvier 1919 à Bois-Colombes. Il emménage dans la maison de sa femme dans cette même ville, puis déménage dans un appartement de style art déco, au 9 Avenue Chevreul.
Le jeune couple choisit finalement de regagner la capitale, un an plus tard. Ils habitent au 17 rue d'Odessa, à seulement quelques mètres du domicile natal de l'épouse, et en face de l'atelier et de l'académie du peintre André Lhote, puis du peintre Henri Goetz. Dans les années 1920, le 14e arrondissement de Paris est le lieu de vie culturelle et artistique de Paris. Montparnasse est même considéré comme le cœur de la vie intellectuelle et artistique du monde entier. La première femme de Raymond Girard décède dans cet appartement le 16 juin 1924. Parallèlement, le veuf acquiert, petit à petit, une certaine notoriété au sein de l'élite artistique de la capitale. Il se fait appeler Girard-Mond et participe aux Soirées Littéraires et Artistiques de l'Amicale des Écrivains et Artistes français, avec notamment son ami Germain Delatousche, mais aussi Louis Parrot, Louis Moreau, Eugène Lemercier, Georges Turpin, Raymond Feuillatte, Jehan Berjonneau, Raoul Carré, François Desnoyer et Marie Jade,.
En 1927, Girard-Mond est chargé de l'illustration de son premier livre, La Maison du peuple, de Louis Guilloux. L'année suivante, il réalise l'une de ses premières grandes expositions, à la Palette Francaise, Boulevard Haussmann, en collaboration avec son ami, Juan planas, dont il réalise le  portrait, la même année,. D'après l'article de La Semaine à Paris, de l'office du tourisme et des congrès : « Girard-Mond peint largement ses paysages dont les gris et les verts s'accordent avec une telle justesse. Il masse puissamment de beaux arbres qui découpent leurs puissantes silhouettes sur tant fin de sa palette. » Dès cette année, Girard-Mond expose au Salon des indépendants mais également au Trait.
Le 28 février 1929, il se marie dans le 14e arrondissement de Paris, avec Jeanne Pauline Basset, une commerçante, issue d'une famille d'artisans parisien, originaire du même quartier que l'artiste. Divorcée de Jacques Auguste Lefebvre, un an plus tôt, elle est donc la belle-mère de la première femme de Girard-Mond. Sa nouvelle femme est déjà mère d'un enfant âgé de 8 ans, Jacques Fernand Lefebvre, qui est aussi le demi-frère de sa première épouse, et qui deviendra par la suite dessinateur comme son beau-père.
En 1931, Girard-Mond atteste de ses compétences de portraitiste en réalisant le tableau de Jules Rivet, fameux journaliste du Canard enchaîné. Le portrait est qualifié de réussi de par son expressivité, selon la Revue littéraire, artistique, théâtrale et sportive. 1934 est une année fructueuse pour l'artiste : il est chargé de l'illustration de la revue mensuelle, Les Primaires, une revue de Culture populaire, de Littérature et d'Art, dont les directeurs sont alors René Bonissel et Roger Denux, avec pour rédacteur en chef, Régis Messac. De plus, il devient l'illustrateur du roman La Femme de trente ans, d'Honoré de Balzac,.
L'artiste voyage beaucoup dans la proche banlieue Ouest de la capitale et s'avère être un bon peintre de Meudon, Bagneux, Issy-les-Moulineaux, Ville-d'Avray et Châtillon. Il aime peindre en temps de neige, les boulevards extérieurs aux confins du 15e arrondissement de Paris et du chemin de fer, entre Vaugirard et Grenelle. Durant cette période, il déménage avec son épouse, au 49 boulevard de Port-Royal, dans le quartier de Croulebarbe. 
En 1936, Girard-Mond expose une trentaine de peintures à l'huile et à l'aquarelle, aux côtés des sculptures de Georges Lacroix, dans l'atelier de décoration du 77 boulevard du Montparnasse. Le peintre est alors apprécié pour sa sensibilité vive et sincère caractérisant ses paysages, à travers une harmonie de formes et de couleurs. Le Populaire, journal socialiste français, s'attache à la palette de couleurs de Girard-Mond : « Girard Mond est, avant tout, peut-être, un coloriste. Chacune de ses toiles, bien inscrite dans ses dimensions, contient un paysage complet, composé dans sa forme, multiple en ses nuances, somptueux dans sa couleur. » Le journal Comœdia décrit également les toiles de Girard-Mond comme une exposition de ses dons subtils et variés.

### Guerre 39-45
Durant la guerre, Raymond semble vouloir se faire davantage appeler Edmond et quitte son appartement parisien, pour une maison du boulevard Descazeaux, à Angers. Celle-ci est décrite comme étant un petit musée, où toutes les pièces sont mises en valeur. L'artiste possèderait alors des sculptures de Léopold Morice, de Denys Puech, des crayons de Jean-Baptiste Isabey, des lithographies d'Eugène Isabey... En  1940, Le Courrier de l'Ouest fait l'éloge des aquarelles de Girard-Mond dans un de ses articles. Il est désigné comme l'un des meilleurs aquarellistes.
Son beau-fils, Jacques Fernand Lefebvre fuit la France occupée et part s'installer en Algérie française. Là-bas, il rencontre Jeanne Alice Françoise Sintes, fille de propriétaires terriens, avec qui il se marie le 6 décembre 1941, à El-Harrach. Après l'opération Torch, soit le débarquement des Alliés en Afrique du Nord, Jacques quitte l'Algérie pour participer au débarquement de Provence, puis à la campagne d'Allemagne. Le 7 mai 1945, l'Allemagne capitule, Jacques cherche alors à rentrer chez lui. Il prend l'avion pour l'Algérie, mais celui-ci s'écrase à hauteur de Lyon, le 15 octobre 1945. C'est alors un véritable désastre pour le couple.

### L'Après Guerre
En 1947, Girard-Mond s'occupe de la réillustration du roman de Georges Duhamel, Le Club des Lyonnais mais également du roman de Pearl S. Buck, Vent d'Est, Vent d'Ouest. 
Proche de Maurice de Vlaminck, il vient le voir dans son atelier de Rueil-la-Gadelière. Le peintre y vit reclus, depuis la Libération. Il peint et discute en sa compagnie, ce qui remonte le moral de l'artiste ayant une interdiction de publication.

### Mort
Girard-Mond meurt le 29 septembre 1980, à 88 ans, à son domicile du 43 boulevard de Port-Royal, dans le 13e arrondissement de Paris. 
De nombreuses œuvres de l’artiste ont été achetées par la ville de Paris et par le Cabinet des Estampes ; La « Salle des Estampes » est une collection située dans un musée à Strasbourg qui se compose de beaux-arts, d’estampes et de croquis datant du XVIe siècle.